# Феромагнетизм
Феромагнетизм (рос. ферромагнетизм, англ. ferromagnetism, нім. Ferromagnetismus m) — 

Схематичне зображення паралельної орієнтації магнітних моментів атомів в основному стані феромагнетика

- 1. Магнітовпорядкований стан речовини, що при температурі нижче точки Кюрі має самочинну намагніченість, зумовлену взаємно паралельною орієнтацією магнітних моментів атомних носіїв магнетизму.
- 2. Явище, яке полягає в магнітних властивостях феромагнітних тіл. Властивість матеріалів проявляти магнетизм навіть при відсутності зовнішнього магнітного поля. Феромагнетизм виникає в речовинах, у яких як наслідок обмінної взаємодії, спінам електронів вигідно орієнтуватися паралельно. В результаті такої узгодженої орієнтації спінів виникає макроскопічний магнітний момент, який може існувати навіть без зовнішнього магнітного поля.
- 3. Вчення про магнітні властивості феромагнітних тіл.

На якісному рівні феромагнетизм можна пояснити існуванням у речовині внутрішнього молекулярного поля (П'єр Вейсс, 1907), фізичне походження якого стало зрозумілим лише після встановлення основних принципів квантової теорії. Квантову теорію феромагнетизму ланжевенівських магнетиків було започатковано Вернером Гейзенбергом та Полем Діраком (1928), а паулівських - Яковом Френкелем (1928).